# Квічаль новобританський
Квіча́ль новобританський (Zoothera talaseae) — вид горобцеподібних птахів родини дроздових (Turdidae). Ендемік Папуа Нової Гвінеї.

## Підвиди
Виділяють два підвиди:
- Z. t. talaseae (Rothschild & Hartert, E, 1926) — острови Умбой[en] і Нова Британія;
- Z. t. atrigena Ripley & Hadden, 1982 — острів Бугенвіль.

Деякі дослідники виділяють підвид Z. t. atrigena у окремий вид Zoothera atrigena.

## Поширення і екологія
Новобританські квічалі мешкають на островах Умбой і Нова Британія в архіпелазі Бісмарка та на острові Бугенвіль в архіпелазі Соломонових островів. Вони живуть у вологих гірських тропічних лісах. На Новій Британії та на острові Умбой вони зустрічаються переважно на висоті від 1000 до 2000 м над рівнем моря, на Бугенвілі на висоті від 580 до 1500 м над рівнем моря.